# Bematistes aurata
Bematistes aurata är en fjärilsart som beskrevs av Le Doux 1937. Bematistes aurata ingår i släktet Bematistes och familjen praktfjärilar. Inga underarter finns listade i Catalogue of Life.